# Aará (personagem bíblico)
Aará é citado na Bíblia como um dos filhos de Benjamim, listado especificamente como o terceiro filho em 1 Crônicas 8:1. Em Números 26:38, aparece com a forma alternativa do nome: Airão. Algumas versões bíblicas também registram o nome como Airam, evidenciando variações na transliteração dos manuscritos originais.

## Significado do nome
O nome Aará, do hebraico Achrach (אחרח), é geralmente interpretado como “o próximo irmão” ou “irmão seguinte”. Essa interpretação é baseada em estudos de nomes hebraicos e registros bíblicos que destacam o significado familiar e posicional do nome.